# ميثاق دوبروفنيك
ميثاق دوبروفنيك Dubrovnik Charter هو وثيقة ترجع إلى عام 1230، يمنح بموجبها القيصر إيفان آسين الثاني ملك بلغاريا (الذي حكم في الفترة من عام 1218 حتى 1241) تجار دوبروفنيك الحق في التجارة بحرية في بلاده.
يحتوي هذا الميثاق على معلومات تاريخية حول التوسع الإقليمي للدولة البلغارية الثانية بعد معركة كلوكوتنيتسا (بين الإمبراطورية البلغارية الثانية وإمبراطورية سالونيك)، بالإضافة إلى بيانات قيمة عن حالة اللغة البلغارية الوسطى في القرن الثالث عشر. وهو محفوظ في قسم الكتابة اليدوية بمكتبة الأكاديمية الروسية للعلوم في سانت بطرسبورغ . 